# Ceylalictus
Ceylalictus är ett släkte av bin. Ceylalictus ingår i familjen vägbin.

## Bildgalleri

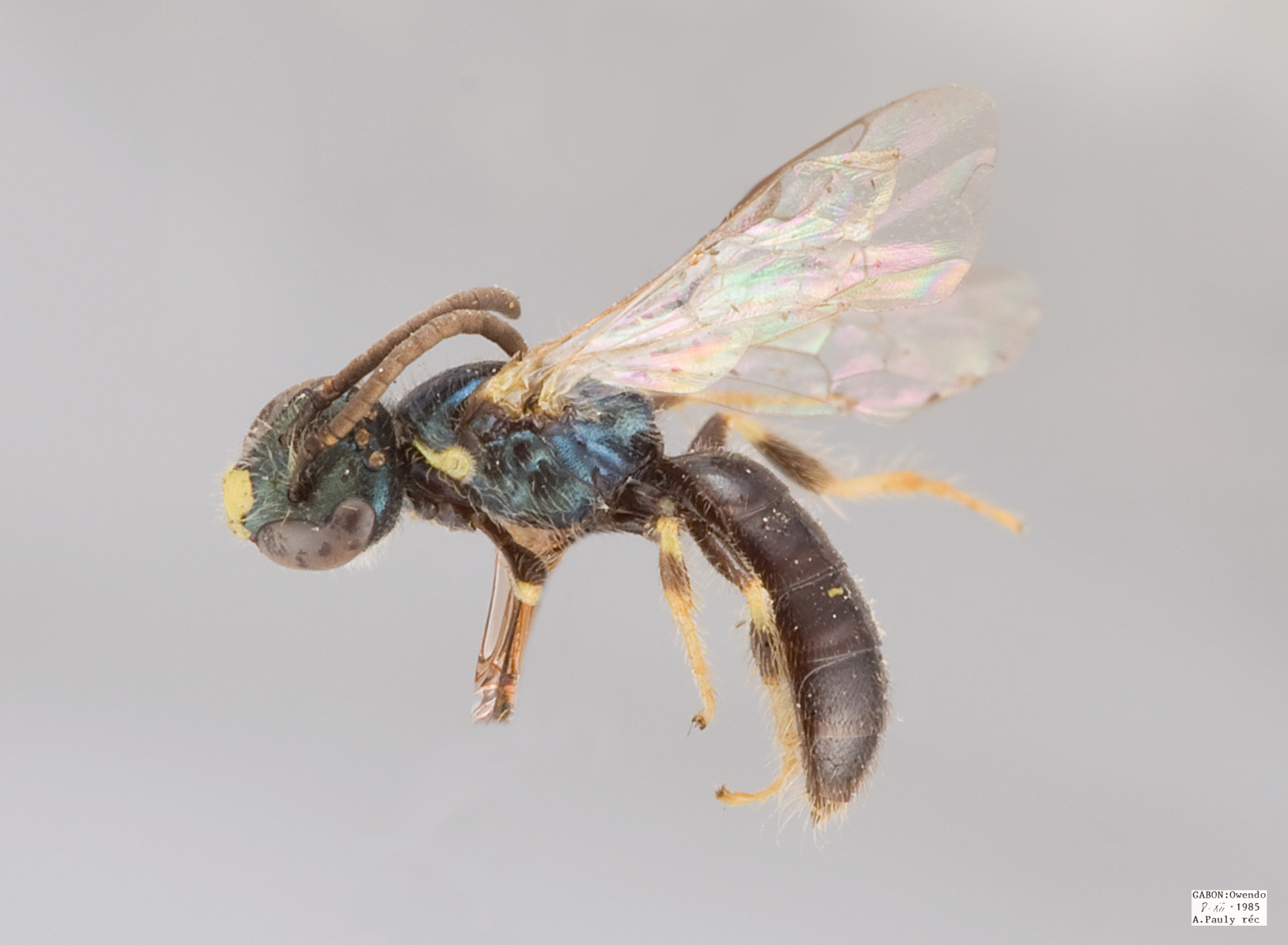
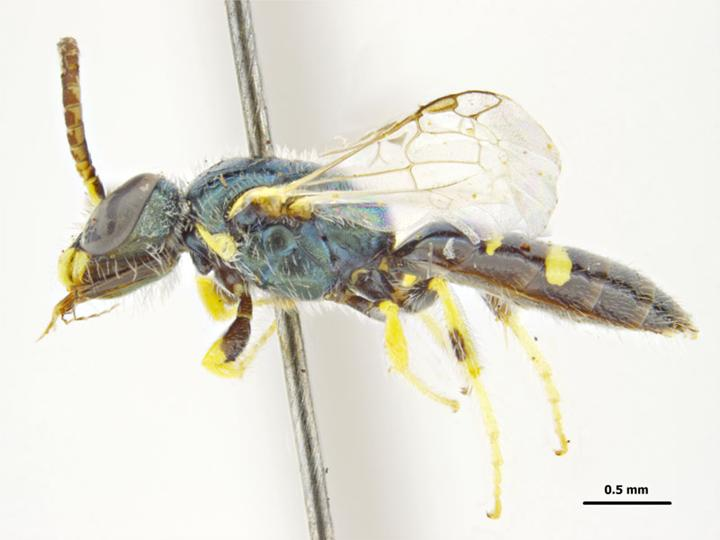
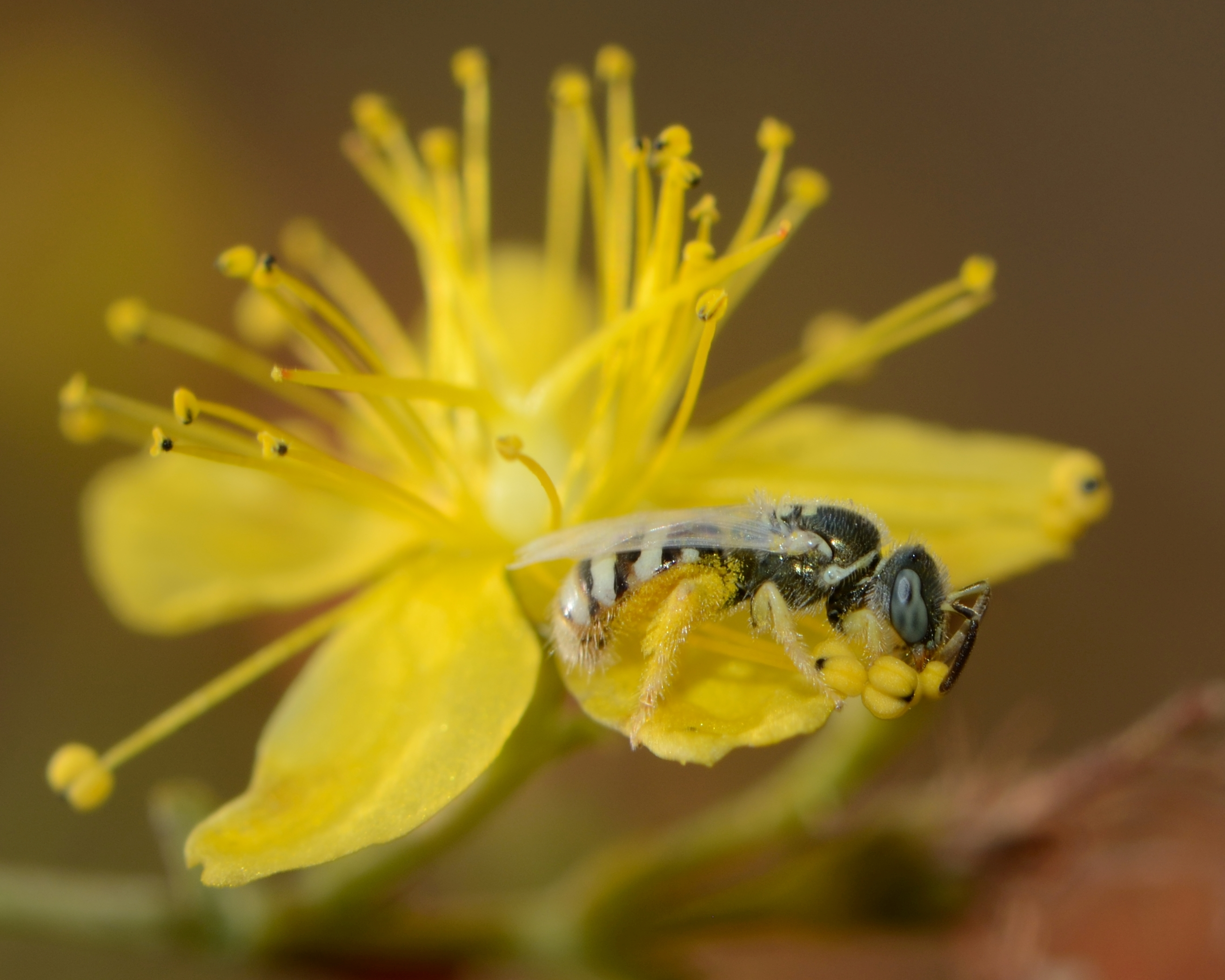

## Dottertaxa tillCeylalictus, i alfabetisk ordning[1]
- Ceylalictus aldabranus
- Ceylalictus appendiculatus
- Ceylalictus borneanus
- Ceylalictus capverdensis
- Ceylalictus celebensis
- Ceylalictus cereus
- Ceylalictus congoensis
- Ceylalictus dapitanellus
- Ceylalictus desertorum
- Ceylalictus formosicola
- Ceylalictus grandior
- Ceylalictus hainanicus
- Ceylalictus halictoides
- Ceylalictus hedickei
- Ceylalictus horni
- Ceylalictus inornatus
- Ceylalictus karachensis
- Ceylalictus madagassus
- Ceylalictus malayensis
- Ceylalictus muiri
- Ceylalictus nanensis
- Ceylalictus obscurus
- Ceylalictus perditellus
- Ceylalictus petiolatus
- Ceylalictus punjabensis
- Ceylalictus rostratus
- Ceylalictus seistanicus
- Ceylalictus sylvestris
- Ceylalictus taprobanae
- Ceylalictus tumidus
- Ceylalictus valdezi
- Ceylalictus variegatus
- Ceylalictus warnckei